# Gelasius Morhart
Gelasius Morhart (* 3. Mai 1710 in Augsburg; † 16. August 1771 in Indersdorf, Rentamt München, Kurfürstentum Bayern) war Augustiner-Chorherr und von 1748 bis 1768 Propst des Klosters Indersdorf. Zudem lehrte er an der stiftseigenen Lehranstalt und verfasste daneben theologische Schriften und Stiftschroniken.

## Leben
Gelasius Morhart trat mit 19 Jahren als Novize in das Kloster Indersdorf ein. Anschließend studierte er an der Universität Ingolstadt Katholische Theologie, Kirchenrecht, Philosophie und Mathematik. Am 17. Oktober 1734 wurde er zum Priester geweiht. Nach weiteren Sprachstudien an der Universität Innsbruck wirkte er als Professor für Philosophie und Theologie an der stiftseigenen Lehranstalt. Am 13. November 1748 wurde er zum Propst des Klosters Indersdorf gewählt.
Während seiner Amtszeit veranlasste er umfangreiche bauliche Veränderungen an den Klostergebäuden und an der Klosterkirche, die er mit namhaften Künstlern im Stil des Rokoko umgestalten ließ. Am unteren Klosterchor ließ er eine Sternwarte einrichten sowie für den naturwissenschaftlichen Unterricht eine physikalische Sammlung. Die Stiftsbibliothek stattete er mit wichtiger Fachliteratur aus.
Aus gesundheitlichen Gründen gab er mit 57 Jahren das Amt des Propstes auf. Nachfolger wurde Aquilin II. Scheimberger (reg. 1768–1778).

## Nachruf aus dem Jahre 1771
- Trauer- und Lobrede auf das höchst betrübte Ableiben des hochwürdigen Hochedelgebohrnen Herrn Herrn Gelasius, des Hochansehnlichen und berühmtesten Stüftes Undersdorf würdigst gewesenen Abbtens und Vorstehers: Gehalten in besagtem Stüfte, als der dritte feyerliche Gottesdienst für den hochseelig Verstorbenen begangen wurde, den 10. Herbstmonats des Jahres 1771; Augsburg 1771

## Veröffentlichungen (Auswahl)
- Hercules Atlanti In Coelo sustinendo, Reverendissimus ... Dominus Gelasius, Celeberr. ac Antiquiss. Canoniae Undensis Praepositus, & Abbas Lateranensis MDCCXLIX. ... solemni ritu Benedictus, Reverendissimo ... D.D. Innocentio P.M. Abbati Lateran. Feliciter suffectus, Et Brevi Carmine, Textuque Musico Weichenstephanii honoratus ..., Frisingae, 1749 Digitalisat
- Selindæ Divortium Moestum, Connubium Lætum: Drama Pastoritium Alludens Ad Auspicatissimam Electionem Reverendissimi, Perillustris, Ac Amplissimi Domini Domini Aquilini In Dignissimum Canoniæ Understorffensis Præpositum XL. Et ... Domini Gelassi Dignissimi Ejusdem Canoniæ Præpositi XXXIX. Denique In Appendice Ad Solemnem Reverendissimi Neo-Electi Benedictionem In Scenam Datum Et Decantatum In Dicta Canonia Understorffensi Mense Majo Anno MDCCXVIII, Ingolstadii 1768.

### Chroniken
- Handschriftliche Klosterchronik in lateinischer Sprache, die bis zum Jahre 1734 reicht.

Kurtze Historische Nachricht von Dem Ursprung, und Fortgang Deß Stifft- und Klosters Ünderstorff Can. Reg. S. Aug. Congreg. Lateranensis in Ober-Bayrn, Rent-Amts München, Bisthumbs Freysing: Herausgezogen Aus den alt- und Neueren Kloster-Chronicis; Augspurg 1762